# Neper
A neper (N) a belhez és a decibelhez hasonlóan két azonos fizikai mennyiség hányadosának logaritmusa. A decibeltől eltérően azonban a neper természetes alapú logaritmuson alapul. Jele Np vagy N. Tekintettel arra, hogy azonos fizikai mennyiségek hányadosaként számítjuk, mértékegysége is és dimenziója is egy.
Míg a decibelt eredetileg teljesítmények arányához használták, addig a neperrel elsősorban amplitúdók hányadosát jelölték – először feszültség- és áramjelekét, majd általánosítva egyéb mennyiségekét. Később teljesítmények jelöléséhez is bevezették más definícióval.
A nepert John Neper vagy Napier  of Merchiston (1550–1617) brit (skót) matematikusról nevezték el.

## Definíciója

### Amplitúdók viszonya
{\displaystyle K_{X}={\frac {X_{2}}{X_{1}}}} arány neperben kifejezve {\displaystyle k_{X}=\left(\ln {\frac {X_{2}}{X_{1}}}\right){\mbox{Np}}}

### Teljesítményviszony
{\displaystyle K_{P}={\frac {P_{2}}{P_{1}}}} arány neperben kifejezve {\displaystyle k_{P}=\left({\frac {1}{2}}\ln {\frac {P_{2}}{P_{1}}}\right){\mbox{Np}}}

## Alkalmazása
A neper mértékegységet erősítés és csillapítás nagyságának megadására használják. Az elektronikában feszültség-, áram- és teljesítményviszony esetén, illetve jel-zaj viszony esetén, míg az akusztikában hangnyomás, hangintenzitás vagy hangáram megadására. Amennyiben létezik szabványos alapszint, akkor ehhez viszonyítjuk az aktuális mennyiséget. Az emberi hallás mérésénél alkalmazott hangossági alapszint 1 kHz frekvencián 20 μPa.

## Szintegység
A decibelhez hasonlóan viszonyítási egység választásával a nepert is lehet szintmértékként használni. Fizikai mennyiségként a jele az L betű (az angol level szó jelentése: szint)

## Átváltás neper és decibel között
Neperben és decibelben megadott arányok között egy konstanssal való szorzás az átváltás.
{\displaystyle 1\ {\mbox{Np}}=20\log _{10}e\ {\mbox{dB}}\approx 8{,}685889638\ {\mbox{dB}}\,}
és
{\displaystyle 1\ {\mbox{dB}}={\frac {1}{20\log _{10}e}}\ {\mbox{Np}}\approx 0{,}115129254\ {\mbox{Np}}.\,}

## Forrásjegyzék
- ↑ Mértékegység kislexikon: Fodor György. neper, Mértékegység kislexikon. Budapest: Műszaki Könyvkiadó (1971)
- ↑ Természettudományi kislexikon: szerk.: Somogyi Béláné: neper, Természettudományi kislexikon. Budapest: Akadémiai Kiadó (1971)
- ↑ Hálózatok és rendszerek: Fodor György. Hálózatok és rendszerek. Műegyetem Kiadó, 197. o. (2004). ISBN 963 420 810 X